# Carrosse d'or
Pour le film de Jean Renoir sorti en 1953, voir Le Carrosse d'or.

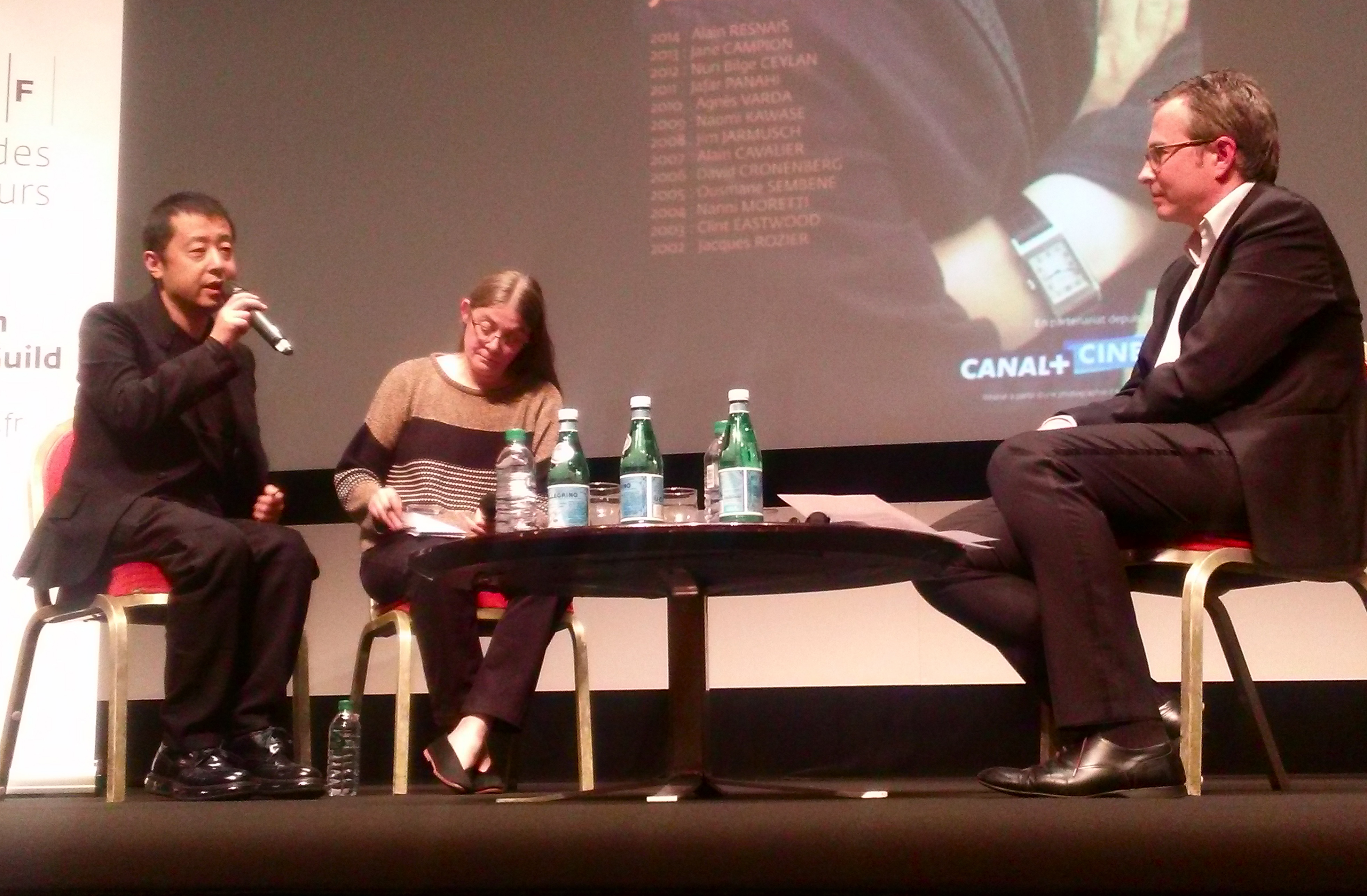
Classe de maître de Jia Zhangke le 14 mai 2015, à l'occasion de la remise de son Carrosse d'or à la soirée d’ouverture de la Quinzaine des Réalisateurs au Théâtre Croisette.

Le Carrosse d'or est une récompense spéciale décernée depuis 2002 au cours de la Quinzaine des réalisateurs, une sélection parallèle du festival de Cannes,.
C'est un hommage rendu par les réalisateurs de la Société des réalisateurs de films à l’un de leurs pairs, choisi parmi les cinéastes du monde entier, « pour les qualités novatrices de ses films, pour son courage et son intransigeance dans la mise en scène et la production »,.

## Récipiendaires
Depuis sa création, sont lauréats du Carrosse d'or :
- 2002 : Jacques Rozier
- 2003 : Clint Eastwood
- 2004 : Nanni Moretti
- 2005 : Ousmane Sembène
- 2006 : David Cronenberg
- 2007 : Alain Cavalier
- 2008 : Jim Jarmusch
- 2009 : Naomi Kawase
- 2010 : Agnès Varda[3]
- 2011 : Jafar Panahi
- 2012 : Nuri Bilge Ceylan
- 2013 : Jane Campion[4]
- 2014 : Alain Resnais (à titre posthume)[5]
- 2015 : Jia Zhangke[6]
- 2016 : Aki Kaurismäki[7]
- 2017 : Werner Herzog[8]
- 2018 : Martin Scorsese[9]
- 2019 : John Carpenter[2]
- 2021 : Frederick Wiseman[10]
- 2022 : Kelly Reichardt[11]
- 2023 : Souleymane Cissé[12]
- 2024 : Andrea Arnold[13]
- 2025 : Todd Haynes[14].

## Trophée
Le trophée du Carrosse d’or se présente sous la forme d’une statuette en bronze, réalisée par l'artiste Lili Legouvello, créée à partir des personnages de la commedia dell’arte et du film de Jean Renoir Le Carrosse d‘or,.